# Krešo Pukšec
Krešo Pukšec (Zagreb, 2. studenog 1920. – Zagreb 26. kolovoza 1990.) bio je hrvatski nogometni reprezentativac. Igrač sredine terena i jedan od najboljih desnih pomagača u hrvatskom nogometu. Isticao se točnim i snažnim udarcima, igrao je moderno, brzo i jednostavno.
Cijelu igračku karijeru proveo je u zagrebačkim klubovima, Concordiji, Dinamu, Lokomotivi i Metalcu.
Nastupio je 6 puta za hrvatsku nogometnu reprezentaciju za vrijeme NDH. Poslije rata 3 puta je igrao za jugoslavensku B reprezentaciju, a za reprezentaciju Zagrebačkog nogometnog podsaveza ima 21 nastup.
Nakon igračke karijere nastavio je kao trener u Trešnjevci, Jedinstvu, varaždinskom Varteksu, Metalcu i krapinskom Zagorcu.